# سامانه شماره‌گذاری راه‌های ایران
سامانهٔ شماره‌گذاری راه‌های ایران یک شبکه بزرگراه‌ها و جاده‌ها در ایران است که تحت مدیریت سازمان حمل و نقل جاده ای ایران قرار دارد. این شبکه شامل بزرگراه‌های اصلی و چندین جاده بزرگ و کوچک در سطح کشور است.

## علائم مسیرها
مانند سایر کشورها، رنگ آبی در آزادراه‌ها، رنگ سبز در بزرگراه‌ها و برای جاده های فرعی یک عدد ۳ رقمی در یک مستطیل سفید به رنگ مشکی ظاهر می‌شود که در واقع شماره راه در سامانه شماره‌گذاری است. 

علائم عمومی راه‌ها در ایران
نشانگر آزادراه
نشانگر بزرگراه
نشانگر جاده

## مسیرها

### آزادراه‌ها
آزادراه ۱ (ایران)، آزادراه قزوین-رشت

 آزادراه ۲ (ایران)، آزادراه مشهد-تهران-بازرگان

 آزادراه ۳ (ایران)، آزادراه تهران-شمال

 آزادراه ۵ (ایران)، آزادراه پردیس-تهران-بندر امام خمینی

 آزادراه ۶ (ایران)، آزادراه ساوه-کرمانشاه

 آزادراه ۷ (ایران)، آزادراه تهران-شیراز

 آزادراه ۹ (ایران)، آزادراه اصفهان-شاهین‌شهر

 آزادراه ۱۶ (ایران)، آزادراه تبریز-ارومیه

 آزادراه ۵۱ (ایران)، آزادراه اصفهان-زرین‌شهر

### بزرگراه‌ها
اعداد فرد (۱۱–۹۹) به‌طور کلی مسیرهای شمال-جنوب را نشان می‌دهند، در حالی که اعداد زوج (۱۲–۹۸) مسیرهای شرق-غرب را نشان می‌دهند. اعداد در جهت شرق و جنوب به ترتیب افزایش می‌یابند. برخی از جاده‌ها بدون شماره ملی وجود دارد. بزرگراه‌ها شماره‌های ملی ندارند شماره‌های ۳ رقمی از عدد ۲ رقمی با اضافه کردن یک رقم در انتهای ایجاد شده‌اند.